# Roberto Angirama
Roberto Angirama (ncaido el 25 de abril de 1931) es un exfutbolista argentino. Se desempeñaba como defensor y debutó profesionalmente en Rosario Central.

## Carrera
Su debut fue en el torneo de Primera B 1951, en un encuentro ante Tigre, remplazando a Eduardo "Cuello" Blanco, y formando pareja de centrales con Mario Virginio. Ese año disputó 15 encuentros y marcó 2 goles, contribuyendo al rápido retorno de Rosario Central a la Primera División. En los años sucesivos integró el equipo de reserva, jugando solo dos encuentros en Primera, hasta 1954. Al año siguiente jugó en Colón, en la Primera B.

## Clubes
| Club            | País      | Año       |
| --------------- | --------- | --------- |
| Rosario Central | Argentina | 1951-1954 |
| Colón           | Argentina | 1955      |

## Palmarés
| Equipo          | País      | Título           | Año  |
| --------------- | --------- | ---------------- | ---- |
| Rosario Central | Argentina | Segunda División | 1951 |